# 3. Magyar Filmhét
A 3. Magyar Filmhetet a Magyar Filmakadémia (MFA) rendezte 2017. február 27. és március 5. között, a Magyar Nemzeti Filmalap és a NMHH, valamint a Cinema City és az Art Mozi hálózat támogatásával. A Filmhét záróeseményeként, a Vígszínházban tartott gálán adták át 5 műfaji és 18 alkotói kategóriában a Magyar Filmdíjakat, valamint a Filmakadémia közönségdíját.
A filmes seregszemle versenyprogramjában azt a 8 játékfilmet, 4 tévéfilmet, valamint 5-5 kisjáték-, animációs és dokumentumfilmet (összesen 27-et) láthattak a nézők, amelyeket a 2016-ban filmszínházakban bemutatott vagy televíziós műsorra tűzött magyar filmek közül az MFA tagjai a legjobb műveknek tartottak és Magyar Filmdíjra jelöltek.
A versenyen kívüli filmek programja keretében bemutattak egy válogatást a Magyar Nemzeti Filmarchívum restaurált és digitalizált filmklasszikusaiból, továbbá dokumentum-, ismeretterjesztő és természetfilmeket vetítettek, s egyetemisták alkotásaiból adtak ízelítőt.

## A rendezvény
A rendezvény központi helyszíne Budapesten az Cinema City Arena Mall volt. Az előző évekhez képest 2017-ben jelentős változás következett be azzal, hogy az Art Mozi Egyesület támogatásával a központi rendezvénnyel egy időben további tíz vidéki nagyvárosban is tartottak vetítéseket: 
- Debrecen – Apolló mozi
- Kaposvár – Szivárvány Kultúrpalota
- Miskolc – Művészetek Háza
- Nyíregyháza – Krúdy Gyula Art mozi
- Pécs – Apolló mozi
- Székesfehérvár – Barátság mozi
- Szeged – Belvárosi mozi
- Szolnok – Tisza mozi
- Szombathely – Agora-Savaria Filmszínház
- Szentendre – P’art mozi

A fesztivál nyitófilmje Enyedi Ildikó Testről és lélekről című, versenyen kívüli filmdrámája volt, amely egy héttel korábban elnyerte a Berlini Nemzetközi Filmfesztivál fődíját, az Arany Medvét. A nyitó vetítésre a Filmhetet megelőző napon, február 26-án került sor az Uránia Nemzeti Filmszínházban, s díszbemutatóval egyidejűleg tíz vidéki moziban.
Növelte a rendezvény iránti érdeklődést, hogy a versenyprogramjában ott volt Deák Kristóf Mindenki című, legjobb élőszereplős rövidfilm kategóriában Oscar-díjat nyert kisjátékfilmje.
A Filmhét bemutatói mellett a résztvevők különféle programokon vehettek részt:
- A vetítéseket követő közönségtalálkozók keretében lehetőség volt az alkotókkal beszélgetni, tőlük kérdezni.
- Előadásokat hallgathattak meg a Magyar Média Mecenatúra programjairól és eredményeiről, valamint a Viewfinder nemzetközi operatőri mesterkurzusról.
- A rendezvény negyedik napján a Filmhét látogatói együtt ünnepelhettek és énekelhettek az Oscar-díjas Mindenki című kisfilmben szereplő Bakáts Téri Ének-Zenei Általános Iskola kórusával.

A rendezvények sorában megemlékeztek a 100 éve született Fábri Zoltánról, a magyar filmtörténet kiemelkedő alakjáról. Emlékére két filmet vetítenek: az 1968-ban forgatott A Pál utcai fiúk című klasszikust, valamint Az ötödik pecsét című 1967-es filmdrámát.
A mustra lehetőséget adott a hazai és külföldi filmes műhelyek fiataljainak, így a Színház- és Filmművészeti Egyetem, a Babeș–Bolyai Tudományegyetem, a Filmtett és az Eszterházy Károly Egyetem Mozgóképkultúra Tanszéke filmes hallgatóinak, hogy bemutatkozzanak a filmszakma képviselőinek és a nagyközönségnek.
A Filmhét záróeseménye a 2. Magyar Filmdíj-gála volt, amelyen a Filmakadémia tagjainak végső szavazását követően ünnepélyes keretek között osztották ki a filmdíjakat.

## Versenyprogramban

### Nagyjátékfilmek
- #Sohavégetnemérős, rendezte: Tiszeker Dániel
- A martfűi rém, rendezte: Sopsits Árpád
- Gondolj rám, rendezte: Kern András
- Halj már meg!, rendezte: Kamondi Zoltán
- Hurok, rendezte: Madarász Isti
- Jutalomjáték, rendezte: Edelényi János
- Kút, rendezte: Gigor Attila
- Tiszta szívvel, rendezte: Till Attila

### Tévéfilmek
- A fekete bojtár, rendezte: Vitézy László
- Memo, rendezte: Tasnádi István)
- Szürke senkik, rendezte: Kovács István
- Tranzitidő, rendezte: Almási Réka

### Kisjátékfilmek
- Enyhén sós, rendezte: Nagy Zoltán
- Fizetős nap, rendezte: Bernáth Szilárd
- Mindenki, rendezte: Deák Kristóf
- Semmi bogár, rendezte: Visky Ábel
- Uchebnik, rendezte: Csicskár Dávid

### Animációs filmek
- Az égig érő fa – A küszöb, rendezte: Nagy Marci, Kovács Márton, Hermán Árpád
- Cigánymesék: Káló, a cigánylegény, rendezte: Horváth Mária
- Egy kupac kufli – Sose együnk gombát reggelire, rendezte: Pálfi Szabolcs
- LOVE, rendezte: Bucsi Réka
- Luther Márton élete: Úton az Úr felé, rendezte: Richly Zsolt

### Dokumentumfilmek
- Herminamező árnyai, rendezte: Zsigmond Dezső
- Kocsis – Intim megvilágításban, rendezte: Surányi András
- Magyar korridor – Varsó 1944, rendezte: Jamrik Levente
- Nemzetidegenek, rendezte: László Gábor
- Soul Exodus, rendezte: Bereczki Csaba

## Versenyprogramon kívül

### Nagyjátékfilmek
- Az ötödik pecsét, rendezte: Fábri Zoltán
- A Pál utcai fiúk, rendezte: Fábri Zoltán
- Szamárköhögés, rendezte: Gárdos Péter
- Szerelmem, Elektra, rendezte: Jancsó Miklós
- Szerelmesfilm, rendezte: Szabó István
- Szerencsés Dániel, rendezte: Sándor Pál
- Testről és lélekről, rendezte: Enyedi Ildikó

### Dokumentumfilmek
- A gondolkodás művészete, rendezte: Szirmai Márton (ismeretterjesztő sorozat)
- Asszonyok lázadása, rendezte: Kovács István (dokumentumfilm)
- Csendes gyarmatosítók, rendezte: Mosonyi Szabolcs (ismeretterjesztő film)
- Festői korszakok, rendezte: Forgács Péter (dokumentumfilm)
- Négy évszak a magyar pusztán, rendezte: Sáfrány József (ismeretterjesztő film)
- Pásztorének, rendezte: Sáfrány József (ismeretterjesztő film)

### Egyetemi kisfilmek
- Blúr, rendezte: Cotuna Lilla
- Bottled Life, rendezte: Pazsitka Ákos
- Ébrenlét, rendezte: Bokor Katalin
- Freedom Hotel, rendezte: Sztercey Benedek Szabolcs
- Green Apple, rendezte: Barkóczi Noémi
- Gyorskaja, rendezte: Geda Viktor
- Irány Anglia!, rendezte: György Vanda Orsolya
- Kriszta, rendezte: Mizsei Szabolcs
- Mese a boldogságról, rendezte: Bedő Erika
- Mi szeretjük egymást, rendezte: Noll-Batek Kristóf
- Moksha, rendezte: Hevele Zsófia
- Prométeusz, a cickány, rendezte: Kántor Zsolt (animációs film)
- Promo Signal, rendezte: Vincze Alina
- Táncfilm, rendezte: Pazsitka Ákos
- Tibi és Robi, rendezte: Vodál Vera, Ghyczy Dia (animációs film)
- Varázslat avagy csillogás, rendezte: Bede Kincső, Dezső Mátyás, Roseti Bruno
- Vér-erdő, rendezte: Dobi Ferenc

## Díjak
Mozifilmek
- Legjobb játékfilm: A martfűi rém
- Legjobb dokumentumfilm: Soul Exodus
- Legjobb kisjátékfilm: Mindenki
- Legjobb animációs film: LOVE
- Legjobb rendező: Sopsits Árpád – A martfűi rém
- Legjobb forgatókönyvíró: Till Attila – Tiszta szívvel
- Legjobb női főszereplő: Szamosi Zsófia – A martfűi rém
- Legjobb férfi főszereplő: Thuróczy Szabolcs – Tiszta szívvel
- Legjobb női mellékszereplő: Ónodi Eszter – Halj már meg!
- Legjobb férfi mellékszereplő: Fekete Ádám – Tiszta szívvel
- Legjobb vágó: Kovács Zoltán – A martfűi rém, Hurok
- Legjobb hangmester: Zányi Tamás – Jutalomjáték, Tiszta szívvel
- Legjobb operatőr: Szabó Gábor – A martfűi rém
- Legjobb jelmez: Szakács Györgyi – A martfűi rém
- Legjobb látványtervező: Dévényi Rita, Sopsits Árpád – A martfűi rém
- Legjobb zeneszerző: Moldvai Márk – A martfűi rém
- Legjobb maszkmester - vezető sminkes: Kriskó Ancsa – A martfűi rém
- Legjobb smink: Gerő Szandra – Tiszta szívvel

Tévéfilmek
- Legjobb tévéfilm: Szürke senkik
- Legjobb rendező: Kovács István Szürke senkik
- Legjobb forgatókönyvíró: Tasnádi István – Memo
- Legjobb női főszereplő: Kerekes Vica – Tranzitidő
- Legjobb férfi főszereplő: Kovács S. József – Szürke senkik

Közönségdíj
- Közönségdíj: #Sohavégetnemérős